# ТОР «Краснотурьинск»
Территория опережающего социально-экономического развития «Краснотурьинск» — территория муниципального округа Краснотурьинск Свердловской области России, на которой действует особый правовой режим предпринимательской деятельности. Образована в 2016 году. По состоянию на 2021 год на территории зарегистрировано 7 резидентов, общая сумма заявленных инвестиций составляет 24 млрд рублей.

## Развитие территории
В 2014 году Краснотурьинск был включён в перечень монопрофильных муниципальных образований (моногородов), что впоследствии дало городу право на оформление статуса территории опережающего социально-экономического развития. ТОР «Краснотурьинск» была создана в соответствии с Постановлением Правительства РФ от 19 сентября 2016 года № 942 с целью привлечения в город инвестиций, не связанных с деятельностью градообразующего предприятия — Богословского алюминиевого завода. ТОР «Краснотурьинск» стала первой территорией опережающего социально-экономического развития, созданной на Урале.

## Условия для резидентов
ТОР «Краснотурьинск» специализируется на проектах в сфере растениеводства, животноводства, добычи металлических руд и полезных ископаемых. Требования к потенциальным резидентам предусматривают, что компании-соискатели должны быть вести деятельность исключительно на территории города, предоставить минимальный объем инвестиций не менее 2,5 млн рублей (без учета НДС) в течение первого года, создать не менее 10 новых рабочих мест в течение первого года, ограничить привлечение иностранной рабочей силы до 25 % максимум, не находиться в процессе ликвидации, банкротства или реорганизации и соответствовать профильным видам деятельности ТОР.

## Индустриальный парк «Богословский»
Индустриальный парк «Богословский» открылся для резидентов в 2018 году. Площадь парка составляет 1,5 тыс. кв метров, на которых размещаются два производственных бизнес-инкубатора для малых и средних предприятий. Проект был реализован при участии Правительства Свердловской области и Фонда развития моногородов. Общий объем инвестиций в строительство составил около 1 млрд рублей.
Крупнейшим реализованным проектом в рамках индустриального парка «Богословский» стал Богословский кабельный завод. Предприятие было создано ОК и группой «ЭЛКА-Кабель». Предприятие занимается производством кабеля с алюминиевой жилой. Общие инвестиции в проект составили 1,5 млрд рублей.
В ходе реализации находится проект ООО "Краснотурьинск — Полиметалл, которое строит обогатительную фабрику для переработки полиметаллических руд. Компания «Рифей» строит мусоросортировочный завод, комплекс для компостирования и полигон для размещения твердых коммунальных отходов. ООО «Химколор» запускает производственный комплекс по безотходному выпуску композиционного пигмента.